# Liste der Geotope im Landkreis Leipzig
Diese Liste enthält die Geotope im Landkreis Leipzig.

| Name                                                             | Bild           | Geotop ID | Gemeinde / Lage | Beschreibung | Schutzstatus                      |
| ---------------------------------------------------------------- | -------------- | --------- | --- | --- | --------------------------------- |
| Steinbruch "Fridola"                                             |                | 310       | Bad Lausick Südöstlich von Bad Lausick; Gemarkung Buchheim (?) | Nordsächsisches Platten- und Hügelland, Nordwestsächsische Scholle Aufschluss, aufgelassener Steinbruch | FND                               |
| Findling bei Buchheim                                            |                | 327       | Bad Lausick, Buchheim Am Bahneinschnitt 1,5 km südwestlich von Buchheim | Nordsächsisches Platten- und Hügelland, Nordwestsächsische Scholle Aufschluss, Findling | ND                                |
| Steinbruch Ebersbach                                             |                | 309       | Bad Lausick, Ebersbach b. Geithain Südwand des Steinbruches am Ostende des Ortes | Nordsächsisches Platten- und Hügelland, Nordwestsächsische Scholle Aufschluss, aufgelassener Steinbruch | ND                                |
| Parthequelle (Parthenquelle)                                     |                | 652       | Bad Lausick, Glasten Forstrevier Colditz, Forstabteilung 124a zwischen Ballendorf und Schönbach | Nordsächsisches Platten- und Hügelland, Nordwestsächsische Scholle Quelle |                                   |
| Steinbruch Lauterbach                                            |                | 311       | Bad Lausick, Lauterbach b. Grimma Östlich der S 49, nördlich Lauterbach | Leipziger Land, Nordwestsächsische Scholle Aufschluss, aufgelassener Steinbruch | FND                               |
| Mäander und Kiesbänke bei Grubnitz                               |                | 334       | Bennewitz, Grubnitz b. Wurzen Muldeaue zwischen Grubnitz und Nischwitz | Nordsächsisches Platten- und Hügelland, Nordwestsächsische Scholle Relief / Landschaft, Mäander und Kiesbänke | NSG                               |
| Verkieselter Baumstamm am Bahnhof Böhlen                         |                | 348       | Böhlen Am Bahnhof, in den Grünanlagen des Bahnhofsvorplatzes | Leipziger Land, Nordwestsächsische Scholle Aufschluss, verkieselter Baumstamm Verkieselter Baumstamm (5 m hoch u. 2,95 m Umfang) aus dem Braunkohlentagebau Böhlen (Stubbenhorizont); die Kieselsäure, die zur Erhaltung führte, stammt aus den Quarzsanden; eine genaue botanische Bestimmung des Stubbens liegt noch nicht vor | ND                                |
| Findling am Breiten Teich                                        |                | 351       | Borna Am Breiten Teich in Borna | Leipziger Land, Nordwestsächsische Scholle Aufschluss, Findling | ND                                |
| Findling Flößberg                                                |                | 793       | Borna, Flößberg Abzweig der neuen F 176 von der alten F 176 1,5 km westlich Flößberg, 200 m östlich Sackschneise                                                                                    | Leipziger Land, Nordwestsächsische Scholle Aufschluss, Findling |                                   |
| Findlingsgruppe Haubitz                                          |                | 824       | Borna, Haubitz b. Borna Südrand des Tagebaus Witznitz | Leipziger Land, Nordwestsächsische Scholle Aufschluss, Findlingsgruppe |                                   |
| Steinbruch Hartwig                                               |                | 1121      | Brandis, Beucha b. Wurzen 200 m östlich vom Bahnhof Beucha | Leipziger Land, Nordwestsächsische Scholle Aufschluss, Steinbruch Der Granitporphyr besitzt eine feinkörnige Grundmasse, in der größere Quarzkörner und große Feldspatkristalle (bis 2 cm) eingeschlossen sind; außerdem enthält das Gestein feinverteilte, dunkelgrüne Mineralien der Pyroxengruppe | unbekannt                         |
| Kirchbruch                                                       | weitere Bilder | 1132      | Brandis, Beucha b. Wurzen In Beucha, neben der Kirche | Leipziger Land, Nordwestsächsische Scholle Aufschluss, Steinbruch Im Raum Beucha durchdringt der Pyroxengranitporphyr die älteren Rotliegendvulkanite; das Gestein ist weit über die Region Sachsen hinaus als Bau- und Werkstein bekannt; berühmtestes Bauwerk ist das Leipziger Völkerschlachtdenkmal | unbekannt                         |
| Steinbruch Sorge                                                 |                | 1178      | Brandis, Beucha b. Wurzen In Beucha, 400 m südlich der Kirche | Leipziger Land, Nordwestsächsische Scholle Aufschluss, Steinbruch Das Gestein ist von rötlicher bis grünlicher Farbe; die kristalline Grundmasse besteht aus Orthoklas, Plagioklas, Quarz und Biotit; in der Grundmasse sind 1 bis 4 cm große Einsprenglinge von Orthoklas und Erzmineralien verteilt | unbekannt                         |
| Steinbruch Dittrich I und II                                     |                | 1120      | Brandis, Beucha b. Wurzen Östlich Beucha, am Schnittpunkt der Straße Cämmerei-Kleinsteinberg und der Eisenbahnlinie Beucha-Brandis-Trebsen                                                          | Leipziger Land, Nordwestsächsische Scholle Aufschluss, Steinbruch Der im Bruch anstehende Granitporphyr ist durch Klüfte in mächtige Bänke und Pfeiler geteilt | unbekannt                         |
| Gletscherschliffe Kleinsteinberg                                 |                | 104       | Brandis Ostrand des Steinbruches westlich der Bahn, unmittelbar an der rechten Straßenseite von Beucha nach Kleinsteinberg, etwa 200 m westlich von Kleinsteinberg gelegen                          | Leipziger Land, Nordwestsächsische Scholle Aufschluss, Steinbruch Zeugnis der Inlandvereisung Mitteldeutschlands; im Bruch an Ostwand Glazialschliffe mit Schrammen auf 5 x 5 m - Steinbruchwand, 140 - 150 ° streichend, auf Pyroxenquarzporphyr; Gletscherschrammen an der Nordwand dem Steinbruchbetrieb zum Opfer gefallen | ND                                |
| Moor "Der Rothe Bruch"                                           |                | 332       | Colditz Im Colditzer Forst, Forstabteilung 48 | Nordsächsisches Platten- und Hügelland, Nordwestsächsische Scholle Relief / Landschaft, Moor | FND                               |
| Tertiärquarzit Colditz                                           |                | 789       | Colditz Forstrevier Colditz, Cottaplatz, südlich der B 176, 2 km westlich Colditz | Mulde-Lößhügelland, Nordwestsächsische Scholle Aufschluss | NSG                               |
| Findling Colditz                                                 |                | 790       | Colditz Forstrevier Colditz, Forstabt. 6, 1,3 km wesytlich Colditz, nördlich der B 176 | Mulde-Lößhügelland, Nordwestsächsische Scholle Aufschluss, Findling |                                   |
| Klippen bei Lastau                                               |                | 435       | Colditz, Lastau | Nordwestsächsische Scholle Aufschluss, Felsenklippen |                                   |
| Steinbruch Neu-Ottenhain (Stress)                                |                | 346       | Frohburg, Eulatal 600 m westlich vom Ort Neu-Ottenhain | Mulde-Lößhügelland, Nordwestsächsische Scholle Aufschluss, aufgelassener Steinbruch | FND                               |
| Ehemaliger Steinbruch Kalkteich                                  |                | 553       | Frohburg 1,2 km vom südwestlichen Ortsausgang Frohburg, 400 m südlich des Ziegelteiches | Leipziger Land, Nordwestsächsische Scholle Aufschluss, aufgelassener Steinbruch | ND                                |
| Weganschnitt südlich von Wolftitz                                |                | 343       | Frohburg Rund 0,5 km südlich vom Ort | Altenburg-Zeitzer Lößhügelland, Nordwestsächsische Scholle Aufschluss, anthropogener Hanganschnitt | ND                                |
| Steinbruch am Freibad                                            |                | 344       | Frohburg Freibad der Stadt Frohburg | Leipziger Land, Nordwestsächsische Scholle Aufschluss, aufgelassener Steinbruch | ND                                |
| Verkieselter Baumstamm am Aufgang zur Burg                       |                | 339       | Frohburg, Gnandstein Am Aufgang zur Burg in Gnandstein | Altenburg-Zeitzer Lößhügelland, Nordwestsächsische Scholle Aufschluss, verkieselter Baumstamm | ND                                |
| Steinbruch am Eulenberg                                          |                | 787       | Frohburg, Gnandstein 1,5 km nordöstlich von Gnandstein, Forstabteilung 14 | Altenburg-Zeitzer Lößhügelland, Nordwestsächsische Scholle Aufschluss, Steinbruch | ND                                |
| Steinbruch an der Kastenmühle                                    |                | 347       | Frohburg, Hopfgarten b. Geithain 800 m nordwestlich von Tautenhain an der Kastenmühle | Leipziger Land, Nordwestsächsische Scholle Aufschluss, aufgelassener Steinbruch | FND                               |
| Felsklippe westlich der Burgruine                                |                | 341       | Frohburg, Kohren-Sahlis Westlich der Burgruine, am Nordwest-Rand von Kohren-Sahlis nahe der Hainmühle                                                                                               | Altenburg-Zeitzer Lößhügelland, Nordwestsächsische Scholle Aufschluss, Felsklippe | ND                                |
| Verkieselter Baumstamm an der Mittelmühle                        |                | 340       | Frohburg, Kohren-Sahlis An der Mittelmühle | Altenburg-Zeitzer Lößhügelland, Nordwestsächsische Scholle Aufschluss, verkieselter Baumstamm | ND                                |
| Wegeinschnitt an der Straße nach Terpitz                         |                | 785       | Frohburg, Kohren-Sahlis Wegeinschnitt an der Straße nach Terpitz-Kohren-Sahlis. | Altenburg-Zeitzer Lößhügelland, Nordwestsächsische Scholle Aufschluss, Wegeinschnitt | ND                                |
| Mausbacheinschnitt am Lindenvorwerk (Diskordanz im Roten Graben) |                | 337       | Frohburg, Rüdigsdorf 400 m nordöstlich Neuhof, 250 m nördlich Lindenteich, am Lindenvorwerk | Altenburg-Zeitzer Lößhügelland, Nordwestsächsische Scholle Aufschluss, Bacheinschnitt | FND                               |
| Steinbruch am Lenkersberg                                        |                | 338       | Frohburg, Rüdigsdorf An der Südspitze von Kohren-Sahlis | Altenburg-Zeitzer Lößhügelland, Nordwestsächsische Scholle Aufschluss, aufgelassener Steinbruch | FND                               |
| Verkieselter Baumstamm                                           |                | 786       | Frohburg, Rüdigsdorf Park südöstlich des Schwind-Pavillons | Altenburg-Zeitzer Lößhügelland, Nordwestsächsische Scholle Aufschluss, verkieselter Baumstamm |                                   |
| Steinbruch im Forstrevier Streitwald                             |                | 342       | Frohburg, Streitwald Forstrevier Streitwald, Forstabteilung 312; 700 m südöstlich Streitwald, westlich der Verbindungsstraße Streitwald-Kohren-Sahlis                                               | Altenburg-Zeitzer Lößhügelland, Nordwestsächsische Scholle Aufschluss, aufgelassener Steinbruch | FND                               |
| Knollensteine in Streitwald                                      |                | 350       | Frohburg, Streitwald Forstrevier Streitwald, Forstabteilungen 308, 309 | Altenburg-Zeitzer Lößhügelland, Nordwestsächsische Scholle Aufschluss, Knollensteine | ND                                |
| Kirchfelsen von Niedergräfenhain                                 |                | 345       | Geithain, Niedergräfenhain Etwa in Ortsmitte unterhalb der Kirche | Altenburg-Zeitzer Lößhügelland, Nordwestsächsische Scholle Aufschluss, einzelner Felsen Zechsteinkonglomerat auf Porphyr | ND                                |
| Felswand am Haselberg                                            |                | 318       | Grimma, Ammelshain 800 m westlich von Ammelsheim am Haselberg, Einfahrt zum Steinbruch | Leipziger Land, Nordwestsächsische Scholle Aufschluss, Felswand | NSG                               |
| Findling "Opferstein"                                            |                | 820       | Grimma, Beiersdorf b. Grimma Grimmaer Straße | Nordsächsisches Platten- und Hügelland, Nordwestsächsische Scholle Aufschluss, Findling |                                   |
| Tertiärquarzit "Der Hohe Stein"                                  |                | 321       | Grimma, Döben Am südöstlichen Ortsausgang | Nordsächsisches Platten- und Hügelland, Nordwestsächsische Scholle Aufschluss, Felsenklippen Menhir | ND                                |
| Feueresse von Döben                                              |                | 315       | Grimma, Döben 0,5 km norwestlich vom Ort | Nordsächsisches Platten- und Hügelland, Nordwestsächsische Scholle Aufschluss, Felsen | ND                                |
| Findling "Heidenstein"                                           |                | 330       | Grimma, Dorna 0,5 km östlich vom Schomergut; 400 m westlich Dorna | Nordsächsisches Platten- und Hügelland, Nordwestsächsische Scholle Aufschluss, Findling | ND                                |
| Findling bei Böhlen                                              |                | 329       | Grimma Nordost-Rand von Grimma, 100 m südwestlich Gartenmühle | Nordsächsisches Platten- und Hügelland, Nordwestsächsische Scholle Aufschluss, Findling | ND                                |
| Knollenstein in Grimma                                           |                | 821       | Grimma 200 m östlich des unteren Bahnhofs (?) | Nordsächsisches Platten- und Hügelland, Nordwestsächsische Scholle Aufschluss, Findling |                                   |
| Knollensteine am Göschenhaus                                     |                | 320       | Grimma Am Göschenhaus, 400 m nordwestlich des Seumeparks | Nordsächsisches Platten- und Hügelland, Nordwestsächsische Scholle Aufschluss, Felsenklippen | ND                                |
| Schwemmteichbrüche Grimma                                        |                | 308       | Grimma 2 km südwestlich vom Ort Kloster Nimbschen, 1,7 km östlich Großbardau | Nordsächsisches Platten- und Hügelland, Nordwestsächsische Scholle Aufschluss, Steinbruch | FND                               |
| Steinbruch am Unteren Bahnhof                                    |                | 313       | Grimma Unterer Bahnhof | Nordsächsisches Platten- und Hügelland, Nordwestsächsische Scholle Aufschluss, aufgelassener Steinbruch | FND                               |
| Hengstberg (Steinbruch Weishorn)                                 |                | 1197      | Grimma 600 m östlich der Straße von Seelingstädt nach Hohnstädt, 3 km nördlich Grimma; über eine 800 m lange Werkstraße von Hohnstädt zu erreichen, 200 m östlich der Eisenbahnlinie Beucha-Trebsen | Nordsächsisches Platten- und Hügelland, Nordwestsächsische Scholle Aufschluss, Steinbruch Das Gestein des Bruches ist ein durchweg mattschwarzer bis blaugrauer Pyroxenquarzporphyr und stellt einen Deckenerguß dar | unbekannt                         |
| Findling am Haselberg                                            |                | 613       | Grimma Westhang des Haselberges | Nordsächsisches Platten- und Hügelland, Nordwestsächsische Scholle Aufschluss, Findling | ND                                |
| Porphyr der Gattersburg                                          | weitere Bilder |           | Grimma Unterhalb der Gattersburg an der Hängebrücke, auf der Seite des Brückenhauses, am Treppenaufgang                                                                                             | Aufschluss Gattersburger Porphyr; nach bisheriger Meinung handelt es sich um die Produkte eines bzw. mehrerer über- und nebeneinander ausgeflossener quarzreicher Lavaergüsse, die vor etwa 290 Millionen Jahren nach Ausbruch und Ablagerung des mächtigen Rochlitzer Porphyrs entstanden | ND                                |
| Findling Klosterstraße                                           |                | 822       | Grimma Klosterstraße 1 | Nordsächsisches Platten- und Hügelland, Nordwestsächsische Scholle Aufschluss, Findling |                                   |
| Findling "Der Hohe Stein"                                        |                | 328       | Grimma Straße am Hohen Stein | Nordsächsisches Platten- und Hügelland, Nordwestsächsische Scholle Aufschluss, Findling | ND                                |
| Bahnanschnitt südlich von Kloster Nimbschen                      |                | 312       | Grimma 0,5 km südlich vom Ort Kloster Nimbschen | Nordsächsisches Platten- und Hügelland, Nordwestsächsische Scholle Aufschluss, anthropogener Anschnitt | ND                                |
| Steinbruch an der Windmühle (Steinbruch Rößler & Co.)            |                | 1180      | Grimma, Großbardau 300 m südlich des Ortsausganges von Großbardau, östlich der Verbindungsstraße Großbardau - Kleinbardau, an der Windmühle                                                         | Nordsächsisches Platten- und Hügelland, Nordwestsächsische Scholle Aufschluss, Steinbruch Das im Bruch anstehende Gestein stellt offensichtlich eine felsitische Abart des Rochlitzer Quarzporphyrs dar, die bei Grimma, in den hangenden Teilen der Rochlitzer Porphyrdecke, vorkommt | unbekannt                         |
| Altwasser bei Kleinbothen                                        |                | 333       | Grimma, Kleinbothen Muldenaue 1 km nördlich vom Ort | Nordsächsisches Platten- und Hügelland, Nordwestsächsische Scholle Relief / Landschaft, Altwasser | FND                               |
| Tertiärquarzit am Thümmlitzwald                                  |                | 791       | Grimma, Kössern Westrand des Thümmlitzwaldes, 1 km östlich Kössern | Nordsächsisches Platten- und Hügelland, Nordwestsächsische Scholle Aufschluss |                                   |
| Knollenstein "Teufelsstein"                                      | weitere Bilder | 323       | Grimma, Leipnitz Thümmlitzwald, Forstabteilung 419; Hegeweg; 1,2 km westlich Seidewitz | Nordsächsisches Platten- und Hügelland, Nordwestsächsische Scholle Aufschluss, Felsenklippen | ND                                |
| Knollenstein "Teufelskanzel"                                     |                | 324       | Grimma, Leipnitz Thümmlitzwald, Forstabteilung 351; im Müncherholz (?) | Nordwestsächsische Scholle Aufschluss, Felsenklippen | ND                                |
| Knollenstein "Lochstein"                                         |                | 325       | Grimma, Leipnitz Thümmlitzwald, Forstabteilung 403, 900 m westlich Bahnhof Tanndorf | Mulde-Lößhügelland, Nordwestsächsische Scholle Aufschluss, Felsenklippen | ND                                |
| Tertiärquarzit "Schriftstein"                                    |                | 792       | Grimma, Leipnitz Thümmlitzwald, Forstabteilung 412 (?) | Mulde-Lößhügelland, Nordwestsächsische Scholle Aufschluss |                                   |
| Felspartie an der Neumühle                                       | weitere Bilder | 314       | Grimma, Bahren am Muldebogen | Nordsächsisches Platten- und Hügelland, Nordwestsächsische Scholle Relief / Landschaft, Felsen markante Felsformation aus Quarzporphyr am Nordufer der Mulde, Teil des Flächennaturdenkmal "Neumühlfelsen" nördlich Grimma zwischen Hohnstädt und Bahren | FND L_la: 122                     |
| Quelle "Bieleborn" bei Wetteritz                                 |                | 650       | Grimma, Wetteritz Südwestlich Wetteritz | Mittelsächsisches Lößgebiet, Nordwestsächsische Scholle Quelle, Quelle | ND                                |
| Steinbruch Ostrau                                                |                | 316       | Grimma, Zschoppach 300 m westlich Ostrau | Mittelsächsisches Lößgebiet, Nordwestsächsische Scholle Aufschluss, aufgelassener Steinbruch | FND                               |
| Altwasser der Elsteraue bei Kobschütz                            |                | 358       | Groitzsch, Kobschütz Elsteraue 0,8 km westlich von Kobschütz | Leipziger Land, Nordwestsächsische Scholle Relief / Landschaft, Altwasser | FND                               |
| Grauwackesteinbruch Hainichen                                    |                | 336       | Kitzscher, Hainichen b. Borna Am Südende des Ortes | Leipziger Land, Nordwestsächsische Scholle Aufschluss, aufgelassener Steinbruch | FND                               |
| Gletscherschliffe am Gipfel des Kleinen Berges                   | weitere Bilder | 326       | Lossatal, Hohburg Unmittelbar südöstlich (ca. 150 m) vom Gipfel des Kleinen Berges am Naturlehrpfad                                                                                                 | Nordsächsisches Platten- und Hügelland, Nordwestsächsische Scholle Aufschluss In den Hohenburger Bergen sind saalezeitliche Gletscher- und Windschliffe sowie Rundhöcker erhalten; sie sind in Nordwestsachsen sehr selten und wurden schon Mitte des 19. Jahrhunderts als Wirkungen von Gletschern erkannt | ND                                |
| Windschliffe am "Naumann-Heim-Felsen"                            |                | 331       | Lossatal, Hohburg 150 m südöstlich vom Gipfel des Kleinen Berges | Nordsächsisches Platten- und Hügelland, Nordwestsächsische Scholle Aufschluss, Felsklippe | ND                                |
| Wolfsberg Lüptitz (Steinbruch Nordwand)                          | weitere Bilder | 108       | Lossatal, Lüptitz ca. 600 m nördlich Lüptitz | Nordsächsisches Platten- und Hügelland, Nordwestsächsische Scholle Aufschluss, aufgelassener Steinbruch Steinbruch 160 x 70 m; Pyroxenquarzporphyr: massig abgesonderter Ignimbrit mit großflächig angelegten Klüften; Pyroxengranitporphyr: oberflächlich stark grusig verwittert (granitähnliche Wollsackverwitterung); stark geklüftet; Vorkommen von Rundhöckern im Süden |                                   |
| Weinberg                                                         |                | 1196      | Lossatal, Lüptitz Südöstlich der Straße von Wurzen nach Lüptitz | Nordsächsisches Platten- und Hügelland, Nordwestsächsische Scholle Aufschluss, Steinbruch Pyroxenquarzporphyr mit Einsprenglingen von grauschwarzem Quarz und glasigklarem Feldspat; in einer dunkelgrauschwarzen bis grünlichschwarzen, dichten Grundmasse ist verhältnismäßig viel Pyroxen zu erkennen | unbekannt                         |
| Breiteberg (Breiter Berg)                                        |                | 1195      | Lossatal, Lüptitz Westlich der Straße von Wurzen nach Lüptitz, südwestlich von Lüptitz | Nordsächsisches Platten- und Hügelland, Nordwestsächsische Scholle Aufschluss, Steinbruch Pyroxenquarzporphyr mit Einsprenglingen von grauschwarzem Quarz und glasigklarem Feldspat; in einer dunkelgrauschwarzen bis grünlichschwarzen, dichten Grundmasse ist verhältnismäßig viel Pyroxen zu erkennen | unbekannt                         |
| Steinbruch Spitzberg                                             | weitere Bilder | 317       | Lossatal, Lüptitz Spitzberg, Collmener Straße, nordwestlich Lüptitz | Nordsächsisches Platten- und Hügelland, Nordwestsächsische Scholle Aufschluss, aufgelassener Steinbruch der eigentliche Berg durch Steinbruch tw. abgetragen (große Klippe auf ca. 171 m NN); heute nördlich und südlich davon zwei mit Wasser gefüllte Steinbruchseen mit markanten Klippen aus Hohburger Quarzporphyr, Abbau bis 1928 in Betrieb, zu DDR-Zeiten Teil eines sowjetischen Truppenübungsplatz, heute Teil des 160 ha großen Naturschutzgebiet "Am Spitzberg" und des FFH-Gebiet "Am Spitzberg" mit Vorkommen des nördlichen Kammmolch ("Triturus cristatus"), liegt im 226 ha großen EU-Vogelschutzgebiet "Spitzberg Wurzen" mit Brutstätten der Rohrweihe ("Circus aeruginosus"), des Wachtelkönig ("Crex crex") und des Neuntöter ("Lanius collurio") | NSG L 55 FFH 4542-303 EU 4542-451 |
| Steinbruch auf dem Zinkenberg                                    |                | 1123      | Lossatal, Röcknitz 2 km südlich Röcknitz auf dem Zinkenberg | Nordsächsisches Platten- und Hügelland, Nordwestsächsische Scholle Aufschluss, Steinbruch Im Steinbruch ist der pyroxenarme bis pyroxenfreie Hohburger Quarzporphyr aufgeschlossen; im nördlichen Teil des Bruches treten kaolinisierte Zonen auf | unbekannt                         |
| Findling an der Tongrube "Gottschalk"                            |                | 397       | Machern, Dögnitz Tongrube Gottschalke | Nordwestsächsische Scholle Aufschluss, Findling |                                   |
| Findling Machern                                                 |                | 106       | Machern Mühlenweg, zwischen Mühlteich und Kläranlage | Nordsächsisches Platten- und Hügelland, Nordwestsächsische Scholle Aufschluss, Findling Ca 0,7 m³ | ND                                |
| Mäander und Kiesbänke bei Püchau                                 |                | 335       | Machern, Püchau Muldenaue zwischen Püchau und Thallwitz | Nordsächsisches Platten- und Hügelland, Nordwestsächsische Scholle Relief / Landschaft, Mäander und Kiesbänke | NSG                               |
| Binnendünen am Fuße des Wagenberges (?)                          |                | 632       | Markkleeberg, Königsbrück 200 m südwestlich Weißbach (?) | Königsbrück-Ruhlander Heide, Lausitz-Riesengebirgsscholle Relief / Landschaft, Binnendünen mit Sicheldünen Binnendüne mit Sicheldüne (?) | ND                                |
| Strudelloch am Haselbach                                         |                | 653       | Markkleeberg, Reichenbach b. Reichenau 1,3 km östilich vom nördlichen Ortsausgang Reichenbach | Königsbrück-Ruhlander Heide, Lausitz-Riesengebirgsscholle Relief / Landschaft, Strudelloch | ND                                |
| Knollensteine in Seebenisch                                      |                | 349       | Markranstädt, Seebenisch 0,9 km nördlich vom Haltepunkt | Leipziger Land, Nordwestsächsische Scholle Aufschluss, Knollensteine | ND                                |
| Steinbruch bei Otterwisch                                        |                | 307       | Otterwisch Großbucher Straße 10 | Leipziger Land, Nordwestsächsische Scholle Aufschluss, aufgelassener Steinbruch | ND                                |
| Steinbruch Herrmannwerk                                          | weitere Bilder | 1179      | Parthenstein, Großsteinberg Am Südwesthang des Großen Brendberges (?); 1 km östlich Großsteinberg                                                                                                   | Leipziger Land, Nordwestsächsische Scholle Aufschluss, Steinbruch Im Steinbruch steht ein Quarzporphyr an; seine Farbe wechselt von rotviolett zu graugrün; im nördlichen Teil herrscht der rote Stein vor, im südlichen der blaue; Einsprenglinge bestehen aus Quarz, Orthoklas, vereinzelt Augit und Biotit | unbekannt                         |
| Steinbruch Klinga                                                |                | 834       | Parthenstein, Klinga An der Landstraße II. Ordnung: Beiersdorf (Grimma) - Staudnitz, 2 km östlich Klinga                                                                                            | Nordwestsächsische Scholle Aufschluss, Steinbruch Das Gestein ist ein Pyroxenquarzporphyr mit mehr oder weniger rauhem Bruch; an der Südostseite des Bruches wurde ein ca. 0,5 m mächtiger Schwerspatgang unbekannter Länge gefunden, der möglicherweise Spuren sulfidischer Erze enthält | unbekannt                         |
| Wunderbrunnen von Seegel                                         |                | 651       | Pegau, Seegel 130 m östlich der Straße nach Werben | Leipziger Land, Nordwestsächsische Scholle Quelle, Quelle Gefasste Quelle in einem Brunnenhaus | ND                                |
| Findling Espenhain                                               |                | 823       | Rötha, Espenhain Grünanlage westlich der B 95 | Leipziger Land, Nordwestsächsische Scholle Aufschluss, Findling |                                   |
| Gletschertal Köppelscher Berg (Gletschertrogtal)                 |                | 109       | Thallwitz, Böhlitz b. Wurzen Südwestrand des Köppelschen Berges am westlichen Steinbruchrand | Nordsächsisches Platten- und Hügelland, Nordwestsächsische Scholle Relief / Landschaft, Gletschertrogtal | FND                               |
| Gletscherschliffe am Spielberg (Gletscherschliffe Collmen)       | weitere Bilder | 105       | Thallwitz, Böhlitz b. Wurzen Paschwitzer Straße (am Spielberg) | Nordsächsisches Platten- und Hügelland, Nordwestsächsische Scholle Aufschluss, Felsklippe | ND                                |
| Gaudlitzberg                                                     | weitere Bilder | 1199      | Thallwitz, Röcknitz 1,5 km südlich Röcknitz, auf dem Gaudlitzberg. 1,3 km östlich vom südlichen Ortsausgang Zwochau                                                                                 | Nordsächsisches Platten- und Hügelland, Nordwestsächsische Scholle Aufschluss, Steinbruch Der Quarzporphyr des Gaudlitzberges gehört zu der pyroxenfreien bzw. pyroxenarmen Abart des Hohburger Quarzporphyrs | unbekannt                         |
| Steinbruch auf dem Frauenberg                                    |                | 1122      | Thallwitz, Röcknitz Südlich Röcknitz, auf dem Frauenberg, östlich der Bahnlinie Wurzen-Eilenburg | Nordsächsisches Platten- und Hügelland, Nordwestsächsische Scholle Aufschluss, Steinbruch Im Steinbruch steht ein pyroxenarmer Quarzporphyr an; in grünlichgrauer Grundmasse sind zahlreiche Einsprenglinge von grauschwarzem Quarz, glasigklarem Feldspat und schwarzen Biotitschüppchen zu beobachten | unbekannt                         |
| Butterberg                                                       |                | 1200      | Trebsen/Mulde, Altenhain b. Grimma Ca. 1 km südlich der Bahnlinie Beucha-Trebsen, westlich Altenhain                                                                                                | Nordsächsisches Platten- und Hügelland, Nordwestsächsische Scholle Aufschluss, Steinbruch Der Steinbruch liefert einen feinkörnigen, pyroxenarmen Pyroxenquarzporphyr | unbekannt                         |
| Gattersburger Quarzporphyr-Steinbruch                            |                | 396       | Trebsen/Mulde Südlich Weding | Nordsächsisches Platten- und Hügelland, Nordwestsächsische Scholle Aufschluss, aufgelassener Steinbruch | FND                               |
| Steinbruch am Wachtelberg                                        |                | 319       | Wurzen, Dehnitz 700 m östlich Fährhaus, 400 m nordwestlich Goldenes Tälchen | Nordsächsisches Platten- und Hügelland, Nordwestsächsische Scholle Aufschluss, aufgelassener Steinbruch | NSG                               |
| Steinbruch an der Sonnenmühle (Steinbruch Oelschütz, Lorelei)    | weitere Bilder | 107       | Wurzen, Kühren-Burkartshain nördlich Ölschütz, nordwestlich der Sonnenmühle | Nordsächsisches Platten- und Hügelland, Nordwestsächsische Scholle Aufschluss, aufgelassener Steinbruch Porphyr-Felsformation nördlich der Muldeschleife bei Oelschütz am Ostufer der Mulde, auch als "Ölschützer Loerelei" bez. | ehem. FND                         |
| Tertiärquarzite bei Wäldgen                                      |                | 322       | Wurzen, Wäldgen 1 km südwestlich vom Ort | Nordsächsisches Platten- und Hügelland, Nordwestsächsische Scholle Aufschluss | FND                               |